# Watthana
Watthana (in thailandese: วัฒนา) è uno dei 50 distretti (khet) della città di Bangkok, in Thailandia.